# Phorbia bartaki
Phorbia bartaki este o specie de muște din genul Phorbia, familia Anthomyiidae, descrisă de Ackland și Verner Michelsen în anul 1986. Conform Catalogue of Life specia Phorbia bartaki nu are subspecii cunoscute.